# Campionati norvegesi di sci alpino 1983
I Campionati norvegesi di sci alpino 1983 si svolsero a Stranda tra il 18 febbraio e il 28 marzo; furono assegnati i titoli di discesa libera, slalom gigante, slalom speciale e combinata, sia maschili sia femminili.

## Risultati

### Uomini

#### Discesa libera
| Pos. | Atleta        | Nazione  |
| ---- | ------------- | -------- |
| 1    | Even Hole     | Norvegia |
| 2    | Lasse Arnesen | Norvegia |
| 3    | Kjell Waløen  | Norvegia |

Data: 18 febbraio

#### Slalom gigante
| Pos. | Atleta           | Nazione  |
| ---- | ---------------- | -------- |
| 1    | Knut Aronsen     | Norvegia |
| 2    | Even Hole        | Norvegia |
| 3    | John Egil Skajem | Norvegia |

Data: 28 marzo

#### Slalom speciale
| Pos. | Atleta             | Nazione  |
| ---- | ------------------ | -------- |
| 1    | Paul Arne Skajem   | Norvegia |
| 2    | Rolf Bjørne        | Norvegia |
| 3    | Henrik Smith-Meyer | Norvegia |

Data: 20 febbraio

#### Combinata
| Pos. | Atleta        | Nazione  |
| ---- | ------------- | -------- |
| 1    | Kjell Waløen  | Norvegia |
| 2    | Even Hole     | Norvegia |
| 3    | Lasse Arnesen | Norvegia |

### Donne

#### Discesa libera
| Pos. | Atleta           | Nazione  |
| ---- | ---------------- | -------- |
| 1    | Torill Fjeldstad | Norvegia |
| 2    | Stina Esp        | Norvegia |
| 3    | Gry Opheim       | Norvegia |

Data: 18 febbraio

#### Slalom gigante
| Pos. | Atleta      | Nazione  |
| ---- | ----------- | -------- |
| 1    | Anne Berge  | Norvegia |
| 2    | Stina Esp   | Norvegia |
| 3    | Vibeke Hoff | Norvegia |

Data: 28 marzo

#### Slalom speciale
| Pos. | Atleta       | Nazione  |
| ---- | ------------ | -------- |
| 1    | Eli Hårdnes  | Norvegia |
| 2    | Stina Esp    | Norvegia |
| 3    | Karine Hesle | Norvegia |

Data: 20 febbraio

#### Combinata
| Pos. | Atleta         | Nazione  |
| ---- | -------------- | -------- |
| 1    | Stina Esp      | Norvegia |
| 2    | Anne Berge     | Norvegia |
| 3    | Kjersti Nilsen | Norvegia |